# Northville (Michigan)
Northville é uma cidade localizada no estado americano de Michigan, nos condados de Oakland e Wayne.

## Demografia
Segundo o censo americano de 2000, a sua população era de 6459 habitantes.
Em 2006, foi estimada uma população de 6228, um decréscimo de 231 (-3.6%).

## Geografia
De acordo com o United States Census Bureau tem uma área de 5,2 km², dos quais 5,2 km² cobertos por terra e 0,0 km² cobertos por água. Northville localiza-se a aproximadamente 229 m acima do nível do mar.

## Localidades na vizinhança
O diagrama seguinte representa as localidades num raio de 12 km ao redor de Northville.